# Kämäräisenjärvi
Kämäräisenjärvi är en sjö i Finland. Den ligger i kommunen Sonkajärvi i landskapet Norra Savolax, i den centrala delen av landet, 400 km norr om huvudstaden Helsingfors. Kämäräisenjärvi ligger 150,8 meter över havet. Den är 2 meter djup. Arean är 2,31 kvadratkilometer och strandlinjen är 10,17 kilometer lång. Sjön  ingår i Vuoksens huvudavrinningsområde.   
I övrigt finns följande i Kämäräisenjärvi:
- Huotarinluoto (en ö)

I övrigt finns följande vid Kämäräisenjärvi:
- Haajaistenjärvi (en sjö)
- Mustajärvi (en sjö)